# Wólka Gostomska
Wólka Gostomska (prononciation : [ˈvulka ɡɔsˈtɔmska]) est un village polonais de la gmina de Mogielnica dans le powiat de Grójec de la voïvodie de Mazovie dans le centre-est de la Pologne.
Il se situe à environ 7 kilomètres au sud-ouest de Mogielnica (siège de la gmina), 29 kilomètres au sud-ouest de Grójec (siège du powiat) et à 68 kilomètres au sud de Varsovie (capitale de la Pologne).

## Histoire
De 1975 à 1998, le village appartenait administrativement à la voïvodie de Radom.